# Мозерт, Фредерик Уильям
Фредерик Уильям Мозерт-третий (англ. Frederick William Mausert III) (1 мая 1930 – 12 сентября 1951) – сержант Корпуса морской пехоты, награждён посмертно высочайшей американской военной наградой – медалью Почёта за свои действия в ходе битвы в т.н. долине «Чаша для пунша».
Мозерт и его стрелковое отделение пошли в первых рядах батальона в штыковую атаку на вражескую высоту, удерживаемую северокорейцами, укреплённую бункерами и защищённую пулемётами. Несмотря на два ранения, он дважды отказывался от эвакуации и продолжал вести своё отделение под огнём, разрушая вражеские укрепления, пока не был убит, в момент когда он лично уничтожил второе вражеское пулемётное гнездо. Он стал 20-м морским пехотинцем, награждённым медалью Почёта в ходе войны.

## Биография
Фредерик Уильям Мозерт-третий родился в семье Фредерика и Гвен Мозерт (дев. Барнс) 2 мая 1930 года в Кембридже, штат Нью-Йорк. Семья и друзья называли его Рик. Он учился в начальной школе Юнион в г. Кембридж а потом в Бруклине, Нью-Йорк.  После того как его родители развелись он посещал хай-скул в Монсоне, штат Массачусетс, там он играл в бейсбол, трак и баскетбол. В дальнейшем он проживао в Дрешере, штат Пенсильвания и устроился на работу в Гленсайд Харуере, Гленсайд, штат Пенсильвания .
Мозерт вступил в Корпус морской пехоты 21 июня 1948 года. После рекрутской подготовки в учебном лагере Пэрис-айленд, штат Южная Каролина он служил в Черри-пойнт и Кэмп-Лежен, штат Северная Каролина, после чего, в 1951 году был отправлен в Корею, где занял пост командира отделения 2-го взвода роты В первого батальона седьмого полка первой дивизии морской пехоты.
10 сентября 1951 года Мозерт был ранен в бою. 12 сентября он погиб в бою за высоту 673 близ Сонгнёп-янг, Южная Корея. Мозерт прорвался под обстрелом через заминированное врагом поле, чтобы отнести в безопасное место двоих тяжелораненых морских пехотинцев, и получил ранение в голову. Отказавшись от эвакуации, он повёл своё отделение и взвод в первых рядах роты в штыковую атаку на укреплённую высоту и был снова ранен. Он уничтожил два пулемётных гнезда гранатами и был убит, идя впереди взвода в атаку на оставшиеся северокорейские бункеры на высоте, в итоге захваченной американцами.
3 января 1952 года сержант Мозерт был похоронен на Арлингтонском национальном кладбище.
В 1952 году на церемонии в Пентагоне матери Мозера была вручена медаль Почёта.
В 1991 году в Кембридже, штат Нью-Йорк был воздвигнут памятник Мозерту.

## Награды
| A light blue ribbon with five white five pointed stars |  |                            |
| Золотая звезда повторного награждения                  |  |                            |
|                                                        |  | Бронзовая звезда за службу |
|                                                        |  |                            |

|                                                                         | Медаль Почёта                           |                                                                |
| Пурпурное сердце с золотой 5/16-дюймовой звездой повторного награждения | Боевая ленточка                         | Медаль «За безупречную службу»                                 |
| Президентская благодарность подразделению                               | Медаль «За службу национальной обороне» | Медаль «За службу в Корее» с одной бронзовой звездой за службу |
| Благодарность президента Республики Корея                               | Медаль «За службу ООН в Корее»          | Медаль «За службу на Корейской войне»                          |

## Наградная надпись к медали Почёта
Президент Соединённых штатов от имени Конгресса с гордостью награждает МЕДАЛЬЮ ПОЧЁТА посмертно
СЕРЖАНТА ФРЕДЕРИКА У. МОЗЕРТА-ТРЕТЬЕГО
КОРПУС МОРСКОЙ ПЕХОТЫ США
За службу указанную в нижеследующей ЗАПИСИ:
За выдающуюся храбрость и бесстрашие, проявленные с риском для жизни при исполнении служебного долга и за его пределами во время службы в качестве командира отделения в роте B первого батальона седьмого полка морской пехоты первой (усиленной) дивизии морской пехоты в бою против вражеских сил агрессора в Корее 12 сентября 1951 года. Когда его рота была прижата к земле и понесла тяжелые потери под смертоносным пулемётным, винтовочным, артиллерийским и миномётным огнем, который велся с хорошо укреплённых, вражеских позиций на высоте 673, сержант Маузерт без колебаний покинул укрытую позицию и побежал через плотно заминированную и простреливаемую местность, чтобы вынести двух тяжело раненых товарищей в сравнительно безопасное место. Решительно отказавшись от эвакуации, несмотря на болезненную рану в голову, полученную во время его добровольного поступка, он настоял на том, чтобы остаться со своим отделением и, когда его взводу было приказано начать атаку несколько мгновений спустя, занял позицию и повёл своих людей в яростную штыковую атаку на первый из буквально неприступной серии бункеров. Ошеломленный и сбитый с ног, когда еще одна пуля попала в его каску, он поднялся на ноги и продолжил двигаться, лично подавив [вражеский] пулемёт и возглавив своих людей, уничтоживших несколько других огневых точек в этом районе. Быстро реорганизовав свое подразделение для возобновления боя за конечную цель на вершине хребта, сержант Маузерт смело оставил свою позицию, когда огонь противника усиливался, и, выйдя под обстрел, смело двинулся в одиночку навстречу пулемёту, отвлекая огонь от своих людей и позволяя им занять позицию для атаки. Получив тяжёлое ранение, когда огонь противника нашел свою цель, он снова отказался от помощи и продолжал возглавлять атаку на самое верхнее пулемётное гнездо и бункеры, последний оплот фанатичных агрессоров. Выпрыгнув под буквально дождь из вражеского огня, он уничтожил ещё один пулемёт гранатами и был смертельно ранен разрывными гранатами и пулемётным огнем. Мужественный и неукротимый, сержант Маузерт своей стойкостью, великой личной храбростью и необычайным героизмом перед лицом почти неминуемой смерти вдохновил своих людей на прорыв и захват цели. Своей непоколебимой храбростью он заслужил высшую честь для себя и Корпуса морской пехоты США. Он храбро отдал свою жизнь за свою страну.
/подп/Гарри С. Трумэн
Оригинальный текст (англ.)
The President of the United States in the name of The Congress takes pride in presenting the MEDAL OF HONOR posthumously to
SERGEANT FREDERICK W. MAUSERT, III
UNITED STATES MARINE CORPS
for service as set forth in the following CITATION:
For conspicuous gallantry and intrepidity at the risk of his life above and beyond the call of duty while serving as a Squad Leader in Company B, First Battalion, Seventh Marines, First Marine Division (Reinforced), in action against enemy aggressor forces in Korea on 12 September 1951. With his company pinned down and suffering heavy casualties under murderous machine-gun, rifle, artillery and mortar fire laid down from heavily fortified, deeply entrenched hostile strongholds on Hill 673, Sergeant Mausert unhesitatingly left his covered position and ran through a heavily mined and fire-swept area to bring back two critically wounded men to the comparative safety of the lines. Staunchly refusing evacuation despite a painful head wound sustained during his voluntary act, he insisted on remaining with his squad and, with his platoon ordered into the assault moments later, took the point position and led his men in a furious bayonet charge against the first of a literally impregnable series of bunkers. Stunned and knocked to the ground when another bullet struck his helmet, he regained his feet and resumed his drive, personally silencing the machine-gun and leading his men in eliminating several other emplacements in the area. Promptly reorganizing his unit for a renewed fight to the final objective on top of the ridge, Sergeant Mausert boldly left his position when the enemy's fire gained momentum and, making a target of himself, boldly advanced alone into the face of the machine gun, drawing the fire away from his men and enabling them to move into position to assault. Again severely wounded when the enemy's fire found its mark, he still refused aid and continued spearheading the assault to the topmost machine-gun nest and bunkers, the last bulwark of the fanatic aggressors. Leaping into the wall of fire, he destroyed another machine-gun with grenades before he was mortally wounded by bursting grenades and machine-gun fire. Stouthearted and indomitable, Sergeant Mausert, by his fortitude, great personal valor and extraordinary heroism in the face of almost certain death, had inspired his men to sweep on, overrun and finally secure the objective. His unyielding courage throughout reflects the highest credit upon himself and the United States Marine Corps. He gallantly gave his life for his country.
/S/ HARRY S. TRUMAN